# جون هيو سونغ
جون هيو سونغ (بالكورية: 전효성)‏ هي مغنية وممثلة كورية جنوبية. ولدت يوم 13 أكتوبر 1989 في تشونغجو في كوريا الجنوبية.

## روابط خارجية
- جون هيو سونغ على موقع IMDb (الإنجليزية)
- جون هيو سونغ على موقع ميوزك برينز (الإنجليزية)
- جون هيو سونغ على موقع أول ميوزيك (الإنجليزية)
- جون هيو سونغ على موقع ديسكوغز (الإنجليزية)
- جون هيو سونغ على موقع قاعدة بيانات الفيلم (الإنجليزية)
- جون هيو سونغ على موقع كينوبويسك (الروسية)